# Darbringung Christi im Tempel (Fra Bartolomeo)
Die Darbringung Christi im Tempel ist ein Gemälde des italienischen Malers Fra Bartolomeo. Es zeigt wie die Jungfrau Maria ihren Sohn Jesus im Tempel darstellt, und wie der Priester Simeon im Jesuskind den Erlöser der Menschheit erkennt. Der Maler hat den Moment aus dem Lukasevangelium 2:34 eingefangen, als Simeon zu Maria sprach: Siehe, dieser wird gesetzt zu einem Fall und Auferstehen vieler in Israel.
Das Gemälde wurde auf Pappelholz gemalt und wird auf 1516 datiert. Von Großherzog Leopoldo von Toskana 1781 erworben, gelangte es 1792 durch Tausch aus Florenz nach Wien und ist im Kunsthistorischen Museum ausgestellt. Seine Maße sind 155 cm × 159 cm und die Rahmenmaße 190,5 cm × 195,4 cm × 10 cm. Die starken Farbakkorde sind teilweise durch Verschwimmen der Konturen (sfumato) gebrochen.
Die Figurengruppe steht auf einer Treppe, auf deren untersten Treppenstufe die Inschrift 1516 ORATE PRO PICTORE OLIM SACELLI HUIUS NOVITIO zu sehen ist, die klarmacht, dass der Maler, ein Dominikanermönch, für das Kloster San Marco in Florenz das Altarbild gemalt hat und bittet für ihn zu beten.
Simeon trägt rote Kleidung, was normalerweise ein Zeichen der Passion ist. Er scheint mit der Jungfrau Maria zu sprechen, während er ihr das Kind zurückgibt, sein Blick ist traurig. Auf anderen Darstellungen der Darbringung Christi im Tempel sieht Simeon das Jesuskind jedoch an, als wollte er seine Gedanken lesen.